# 雷霆2000多管火箭系統

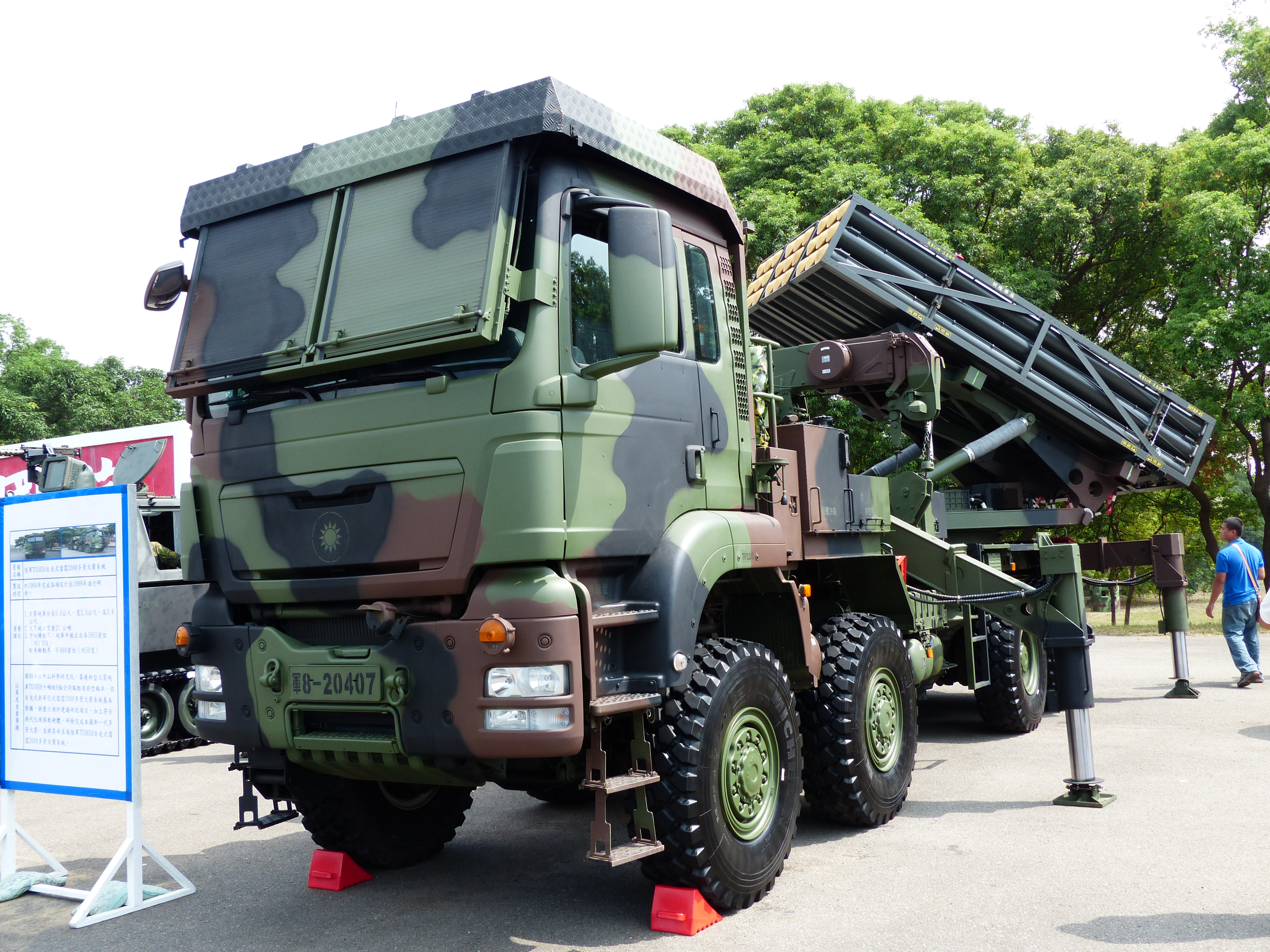
雷霆2000多管火箭系統使用的德國MAN集團TGS8X8發射車

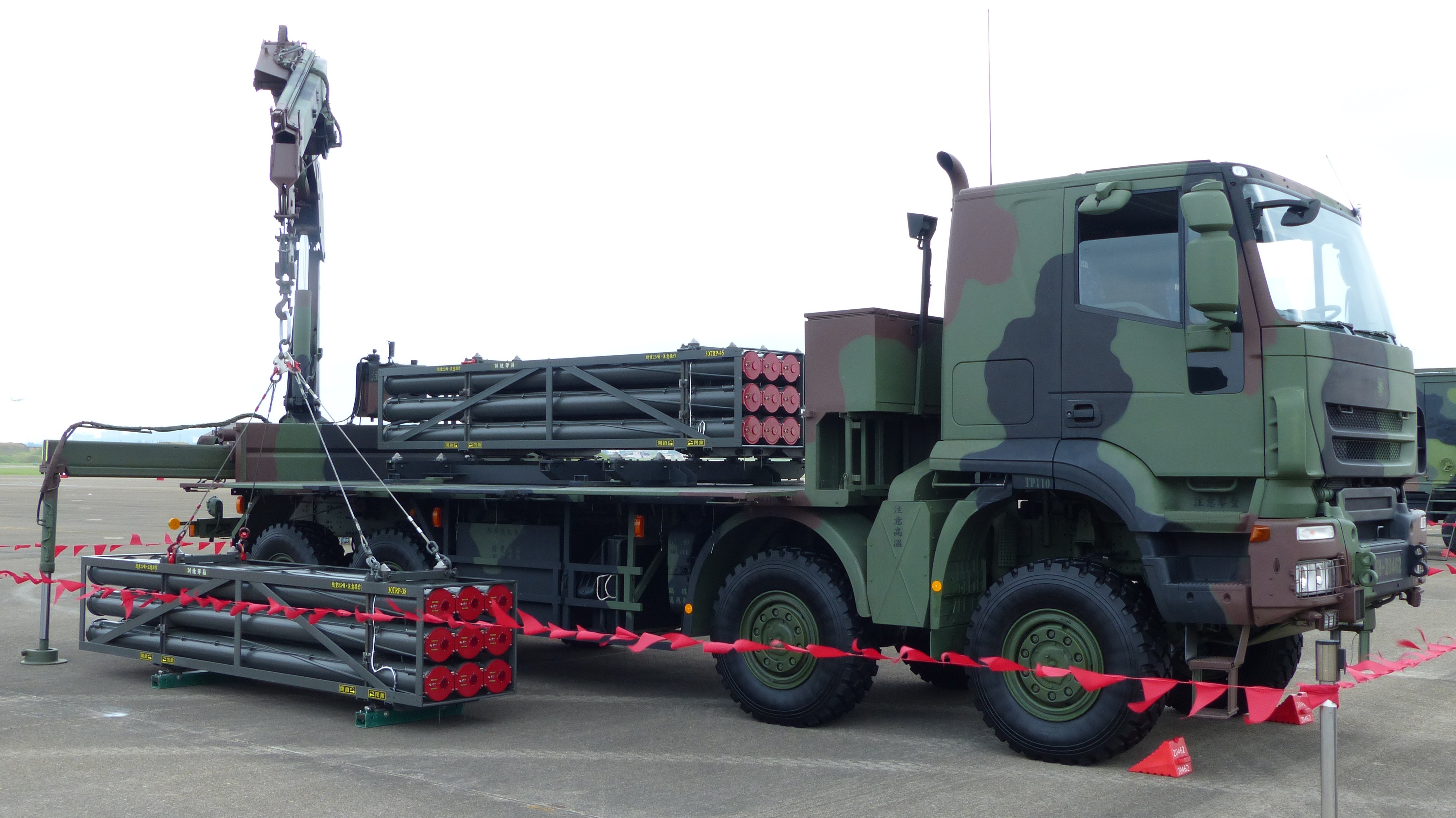
雷霆2000多管火箭系統使用的義大利IVECO AT8X8彈藥車

雷霆2000多管火箭系統（Thunderbolt-2000 RT/LT-2000）於1997年正式公開推出，雷霆2000多管火箭系統是中華民國軍方參考各國現代化設計，自力研發的多管火箭炮。

## 概要
整套雷霆2000多管火箭系統以射擊指揮車、TGS8X8發射車、AT8X8彈藥車、三種規格砲兵火箭組成，操作人員有砲長、副砲長兼砲車駕駛手、發電機操作手等3員組成，砲兵火箭規格則以MK15反登陸火箭彈、MK30反舟波火箭彈、MK45反泊地火箭彈、MK66增程型火箭彈/戰術彈道飛彈。
雷霆2000多管火箭發射車初期公開構型以M977輪型載重車為多管火箭彈發射載臺，配賦中科院自行研發之CS/VRC-193C車裝二型無線電機，搭載一組多用途發射架，可配合三種不同的快速裝彈模組與高度整合的全中文顯示射擊指揮系統，可自行判斷彈種、自我測試與維護、快速檢修與自動依彈種計算射擊諸元，可全天候進行射控指揮，並自動調整發射器高低角度與射界，火箭模組化設計，可操作車上吊桿快速更換模組，減少拖彈車的操作壓力。
就當年中科院的宣傳，雷霆2000多管火箭系統報價只有美國M270多管火箭系統報價的1/3，不過陸軍並沒有馬上決定採購，直到2004年才編列預算採購換裝，不過決定量產前，雷霆2000多管火箭系統始終面臨載臺來源未定的問題，美國的M977輪型載重車系列載臺最終因報價過高最後未採用，之後載臺多次流標，在戰備壓力的考量下中科院甚至曾將原本裝在原型車上的自走式發射架改裝成拖曳式少量部署在外島前線充當應急手段。而底盤的問題，原本一度由德國賓士的軍規卡車得標，廠商卻又無法取得出口許可，經歷多年波折，2009年終由韓商廣林集團得標，代理進口完整的德國MAN集團TGS8X8底盤的商規載重車，並在車身加裝慣性導引/全球定位定向器、連級射擊指揮系統、美軍規MEP803A-10KW發電機、油壓吊桿與油壓駐鋤後，再交給台灣。曾有民間照片在西濱公路上拍攝到相關測試車輛，但軍方表示新車的性能的符合陸軍開出的規格，並通過測試，2010年底投入量產。
2012年9月1日正式移交陸軍第六軍團指揮部砲兵第二一指揮部第六二一群多管火箭炮營。
軍方原擬在2011及2012年度共編列預算144.5億，生產57套系統，預計在本島三個軍團各裝備一個營，但經綜合考量精粹案兵力結構調整及地方發展、土地獲得不易等因素，2011年7月國防部下令，將產量削減至43套，預算也調整為132.2億元。
陸軍第十軍團指揮部砲兵第五八指揮部接裝一個LT2000連，轄三個火箭排，每排3輛MAN集團TGS8X8改裝的發射車，1輛Benz Unimog U4000 4X4改裝的指揮車，3輛IVECO AT8X8改裝的彈藥車。

## 服役歷史
- 漢光廿九號

雷霆2000多管砲兵火箭首度於漢光廿九號演習試射，9輛發射車齊射81枚MK30火箭彈，每車各射擊9發MK30火箭彈攻擊20公里外海上假想目標。
- 漢光卅六號

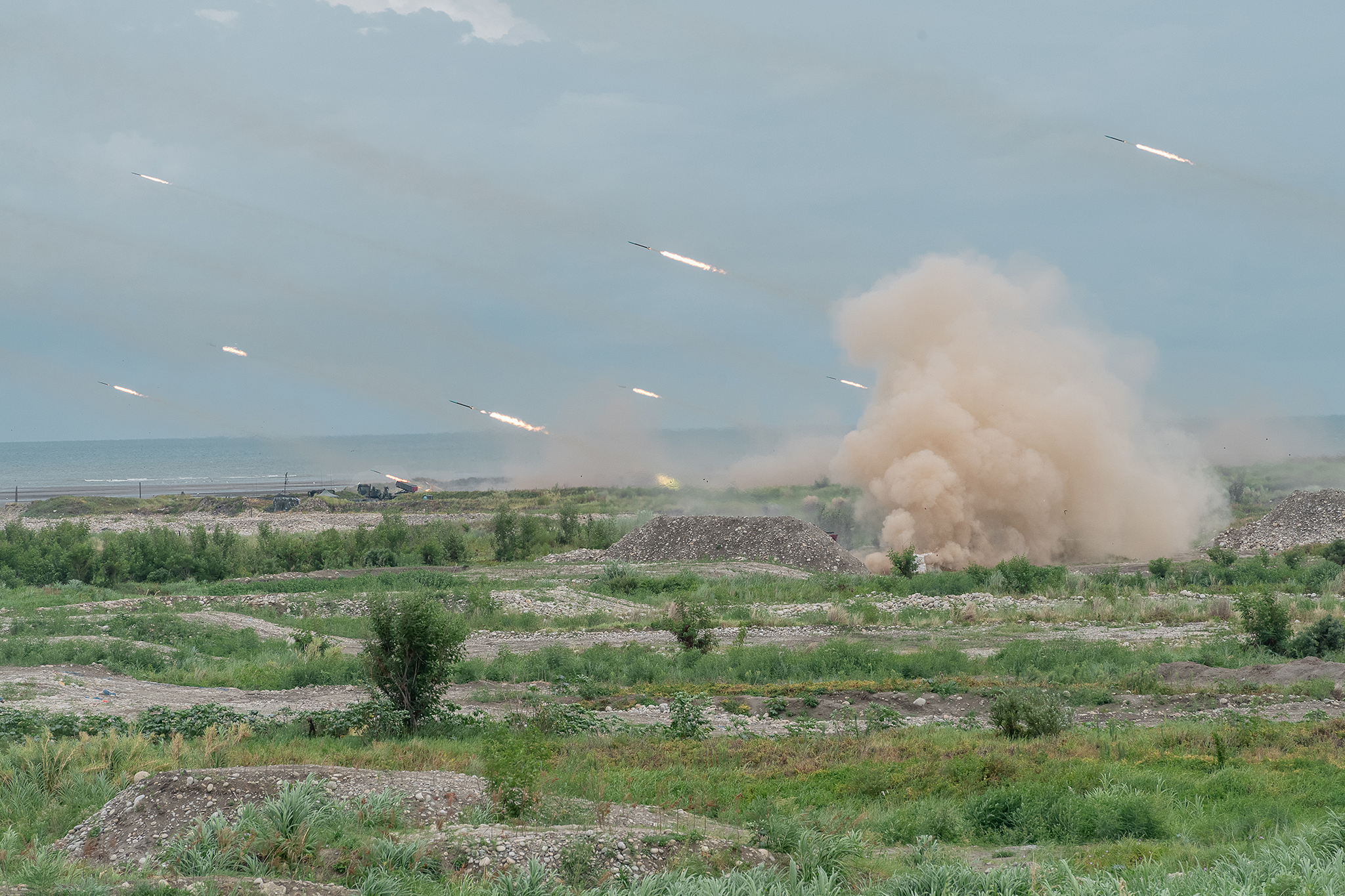
漢光36號演習「三軍聯合反登陸作戰」操演，雷霆2000多管火箭系統發射MK15火箭彈
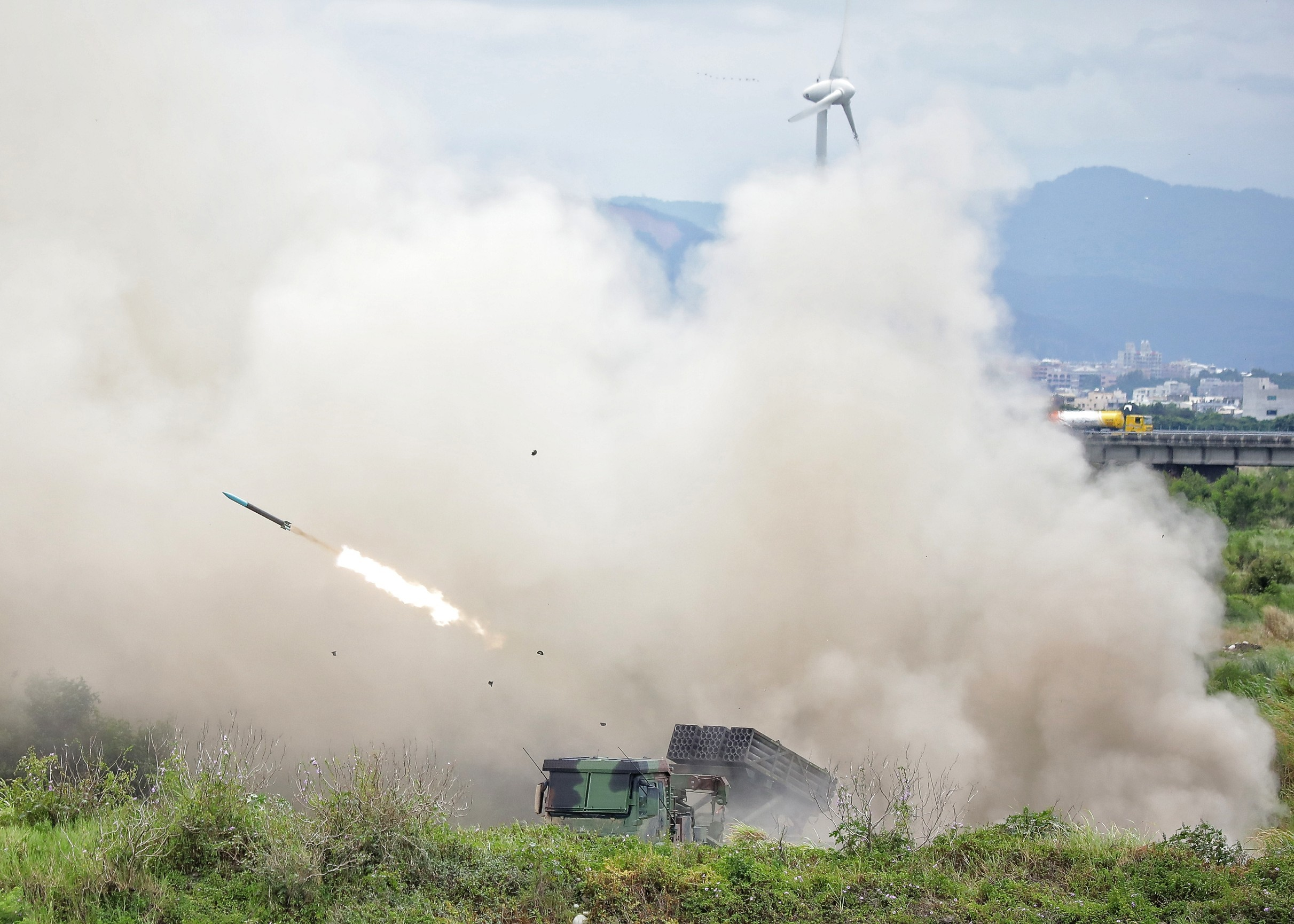
漢光36號演習「三軍聯合反登陸作戰」操演，雷霆2000多管火箭系統發射MK15火箭彈
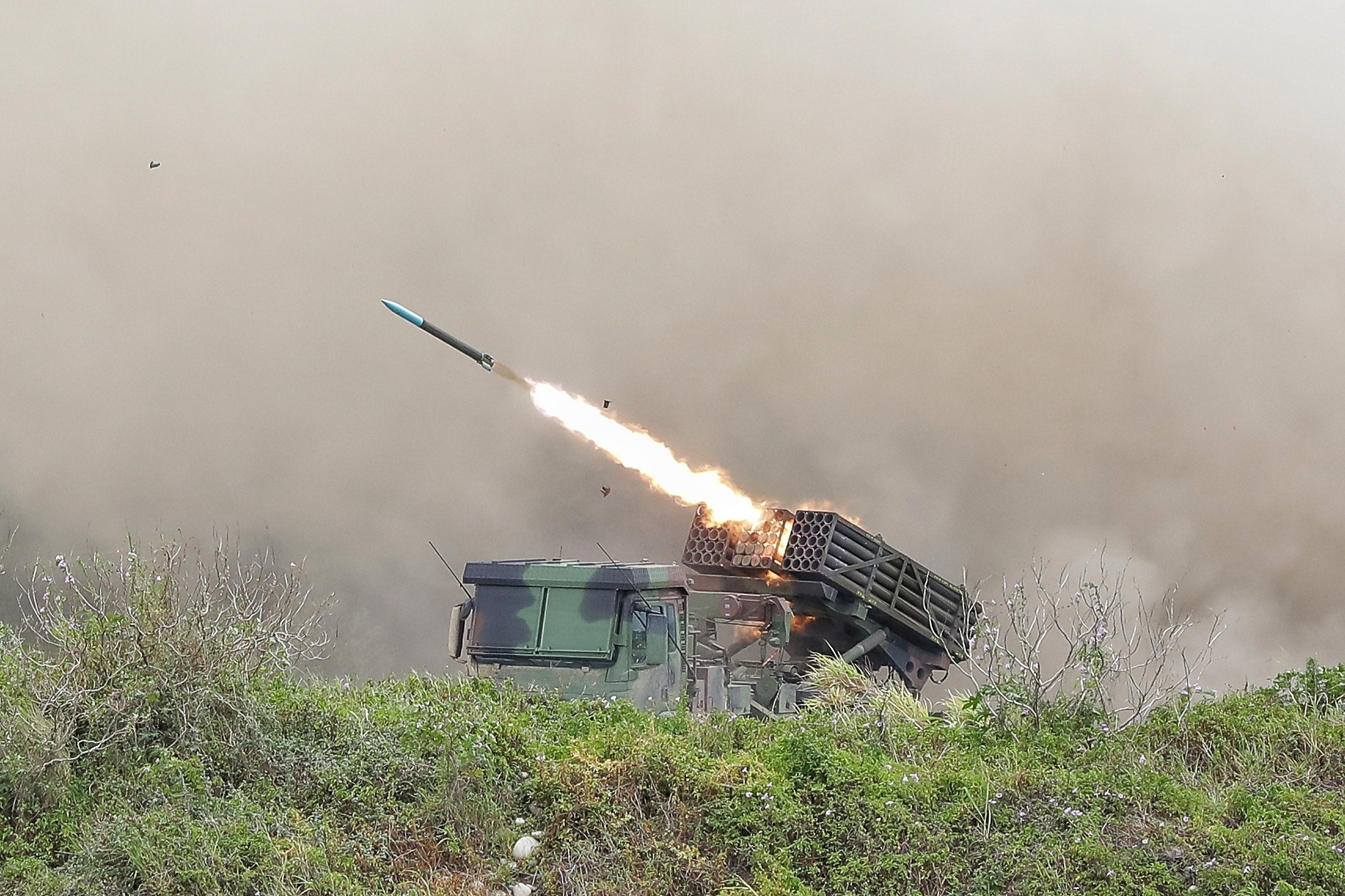
漢光36號演習「三軍聯合反登陸作戰」操演，雷霆2000多管火箭系統發射MK15火箭彈

2022年6月20日，陸軍第十軍團指揮部砲兵第五八指揮部一輛雷霆2000火箭發射車於上午9時許在屏東國家中山科學研究院九鵬院區進行年度雷霆操演實彈射擊時一枚火箭彈卡彈，在發射箱內爆炸，整輛發射車被炸毀引發大火，人員立刻進行滅火，並未造成傷亡。

## 彈種

### 練習彈
練習彈，使用退役的工蜂六A型火箭彈改造為練習彈。

### MK15火箭模組
MK15火箭彈是以工蜂六型使用的工蜂六A型火箭彈改良，彈徑同為117公釐，彈重42公斤，彈長1,960公釐，為可定時空炸信管的鋼珠高爆彈，每一枚中含6.4公厘鋼珠6,400顆，主要針對殺傷軟性目標使用，一個MK15火箭模組有20發，雷霆2000可搭載3個模組共60發，射程7公里至15公里。

### MK30火箭模組
MK30火箭彈彈徑為182公釐，彈重186公斤，彈長3,900公釐，同可定時空炸信管，除8公釐18,300顆鋼珠高爆彈或者267枚M77雙效（人員/軟性）子母彈，子彈頭可貫穿8-10公分鋼板，可擊穿全裝甲目標，或設定為榴彈次彈械延時殺傷人員，一個MK30火箭模組為9發，雷霆2000可搭載3個模組共27發，射程15公里至30公里。

### MK45火箭模組
MK45火箭彈彈徑為230公釐，彈重305公斤，彈長4,021公釐，同可定時空炸信管，8公釐25,000顆鋼珠高爆彈或者518枚子母彈，一個MK45火箭模組為6發，雷霆2000可搭載2個模組共12發，射程25公里至45公里。

### MK66火箭模組
MK66火箭彈為新研發之增程型火箭彈，射程原設定在70公里到100公里之間，後來改為兩款，分別是射程50公里到70公里的精準火箭彈及射程150公里的戰術彈道飛彈，火箭發射箱增長30公分，加上彈裝填數量由6枚減為4枚，火箭彈內的彈種區分為鋼珠高爆彈與子母彈，鋼珠高爆彈是大面積的破壞與殺傷力，子母彈則須導控裝置才可對海上目標進行精確打擊，由軍規戰術型IMU慣性測量模組與INS慣性導航系統導引，最後使用末端影像識別系統讓誤差在10公尺內，目前已完成兩款彈種的初次戰術測評，中科院將在2023年進行發射車的招商作業，計畫完成全車組裝後，再交由陸軍實兵、實彈測試。

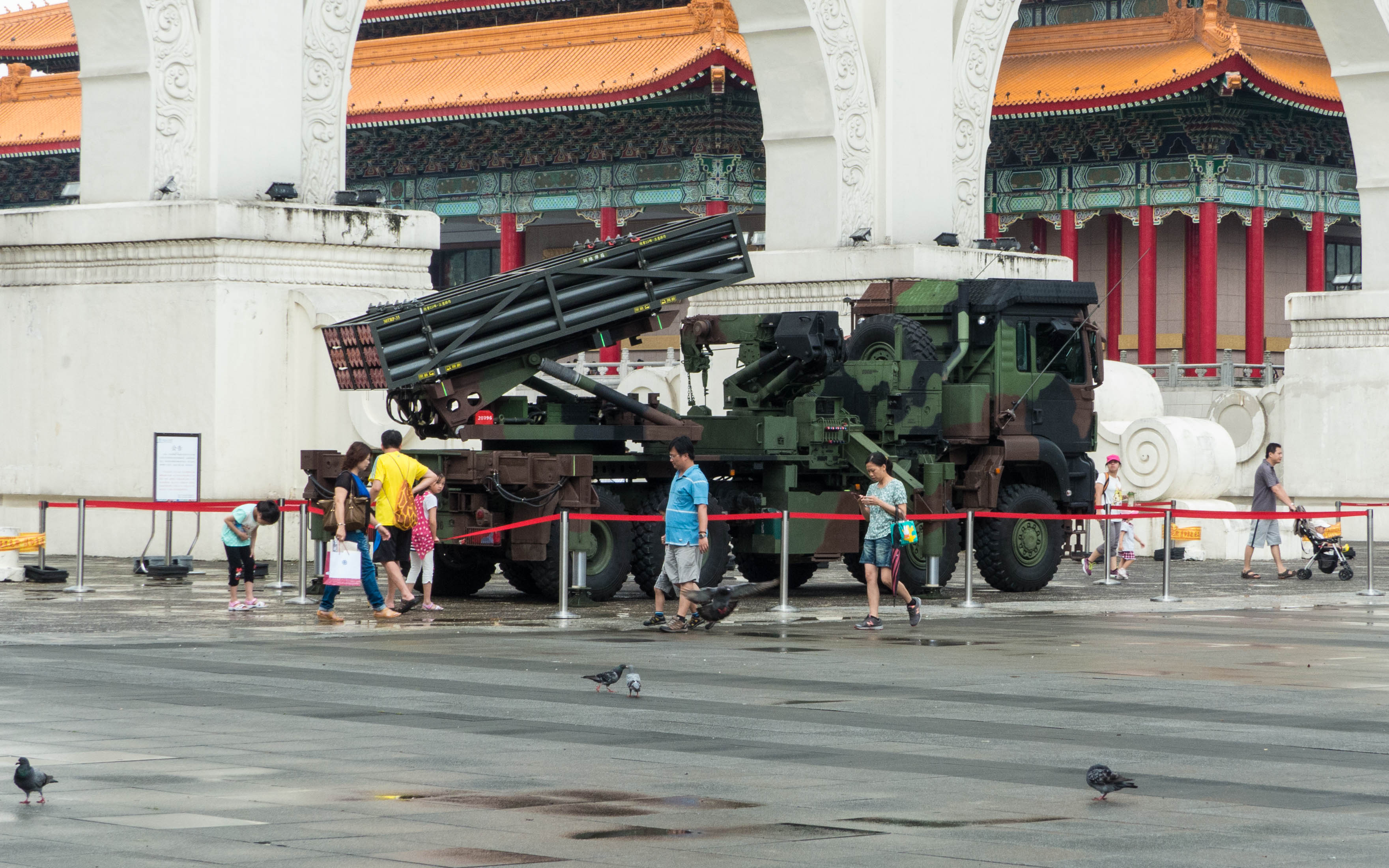
展示於中正紀念堂的MK15火箭模組
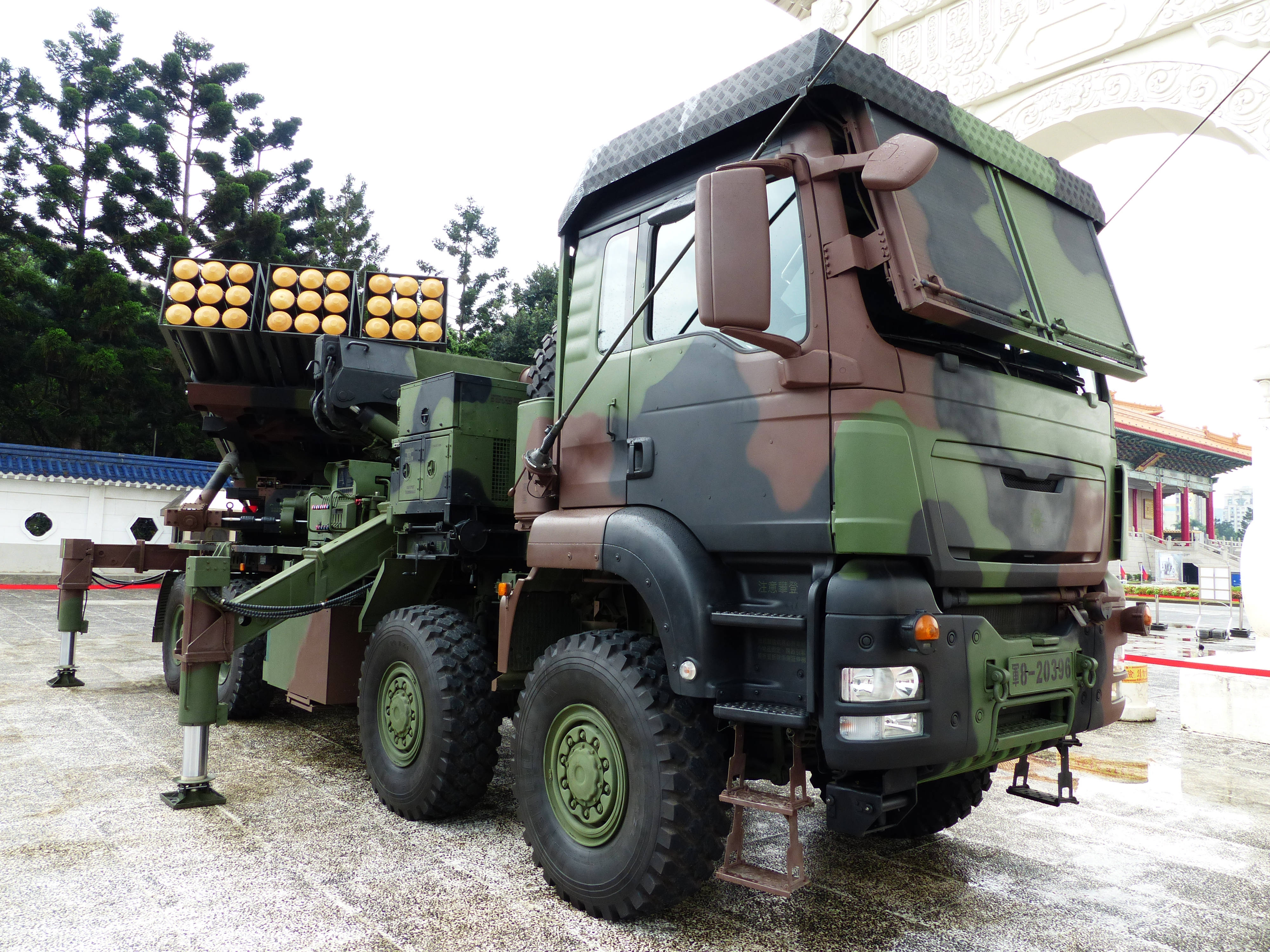
MK30火箭模組砲頭右前方特寫
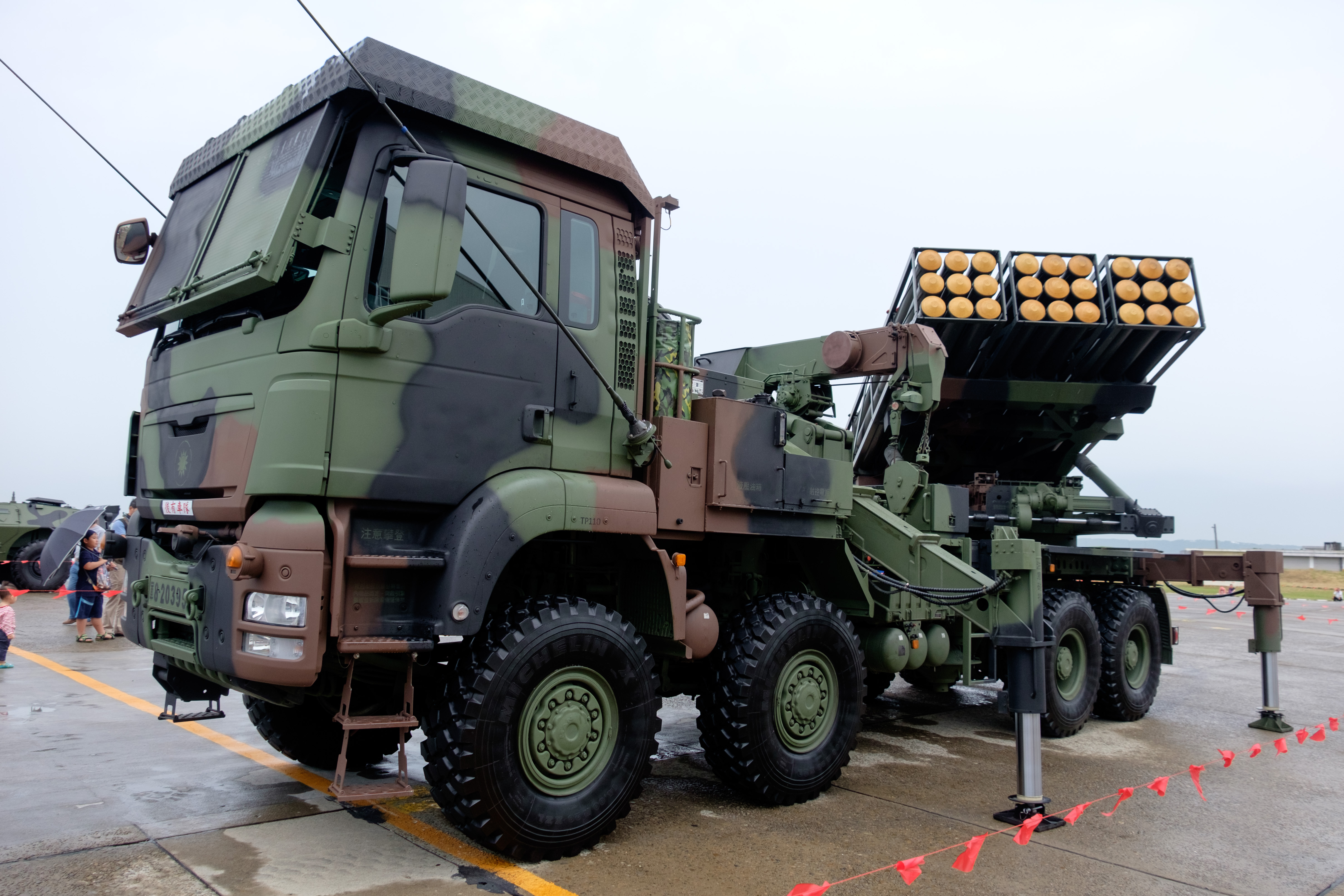
MK30火箭模組砲頭左前方特寫
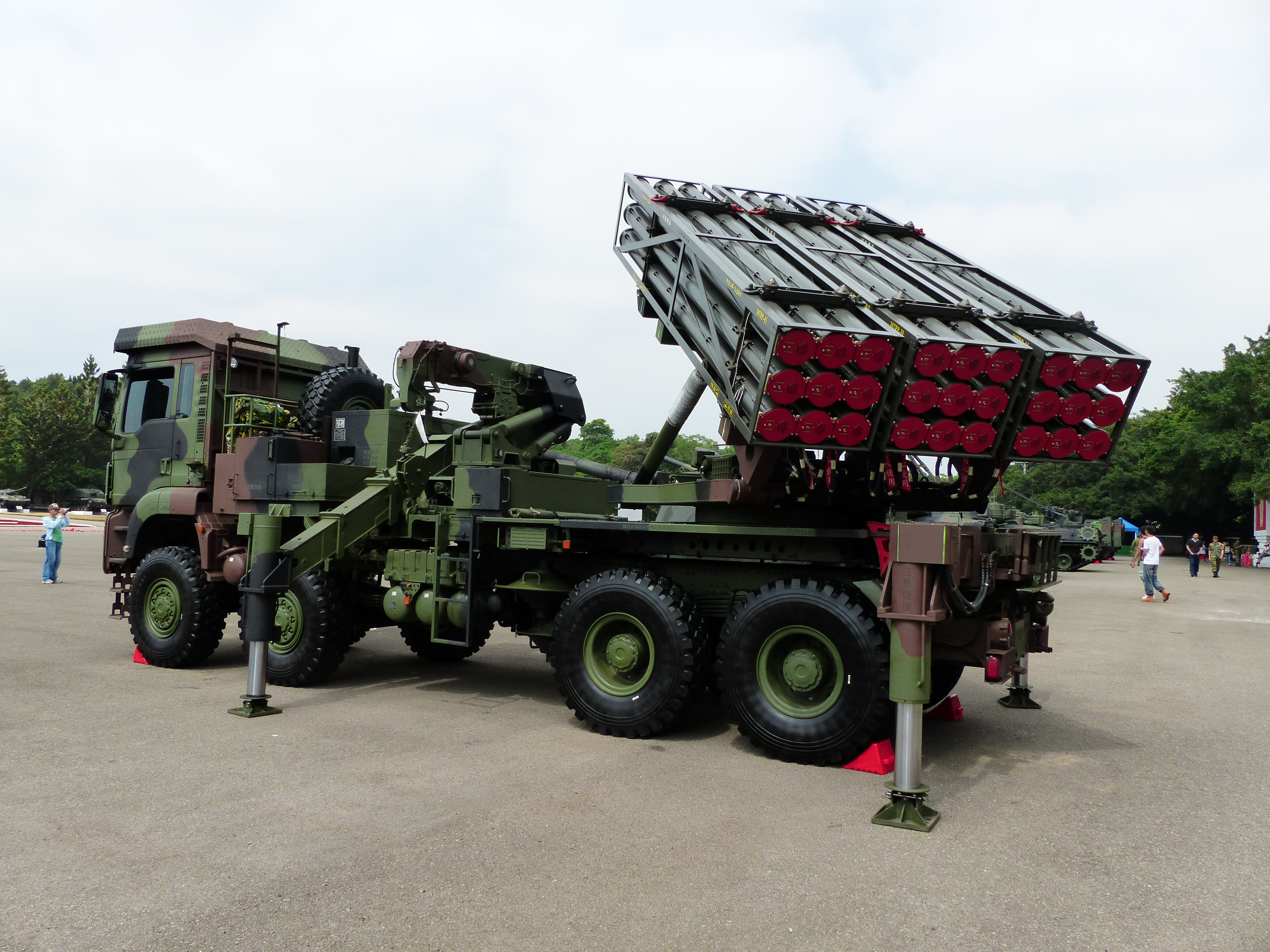
MK30火箭模組砲尾
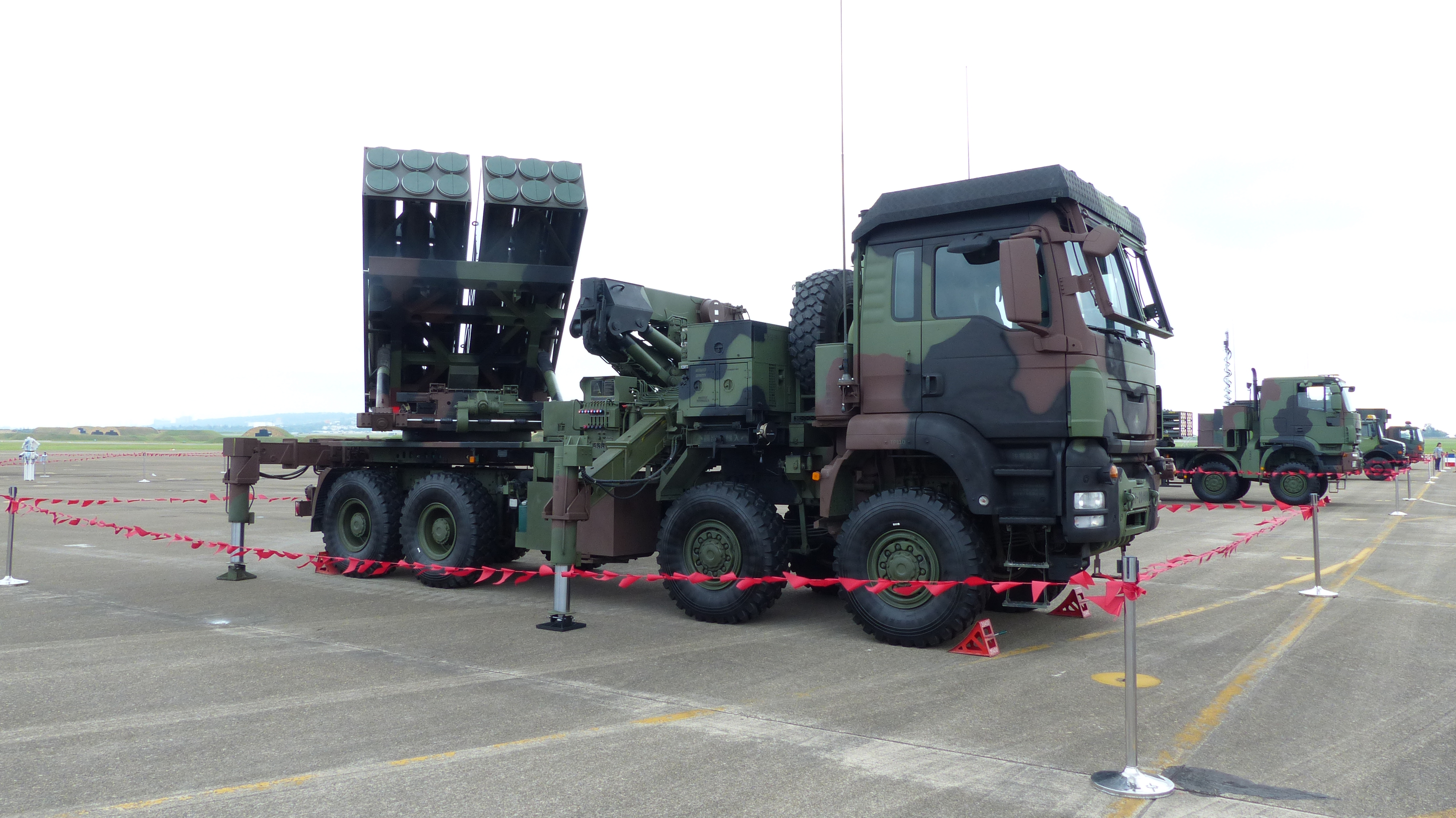
MK45火箭模組砲頭右前方特寫
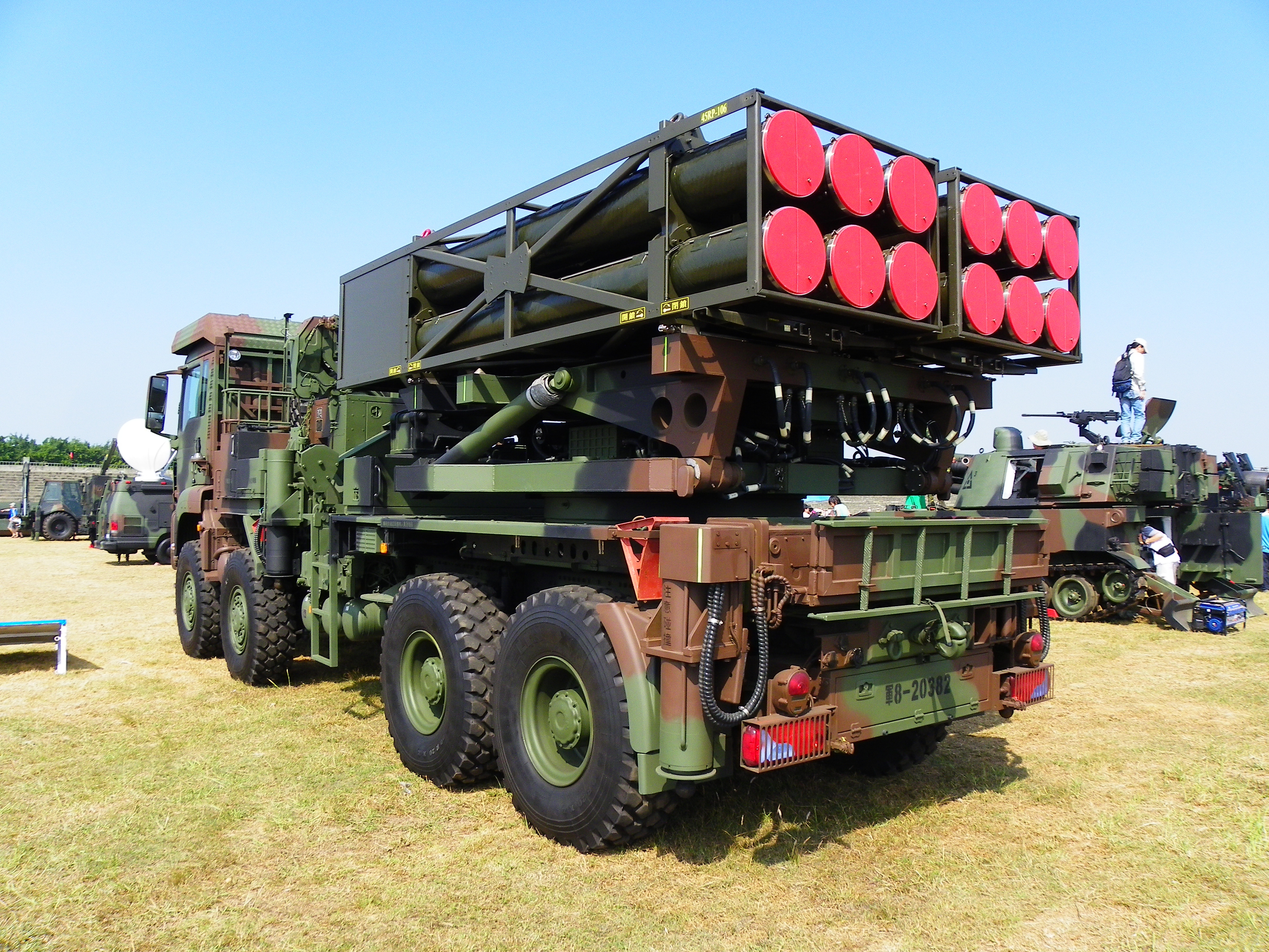
MK45火箭模組砲尾
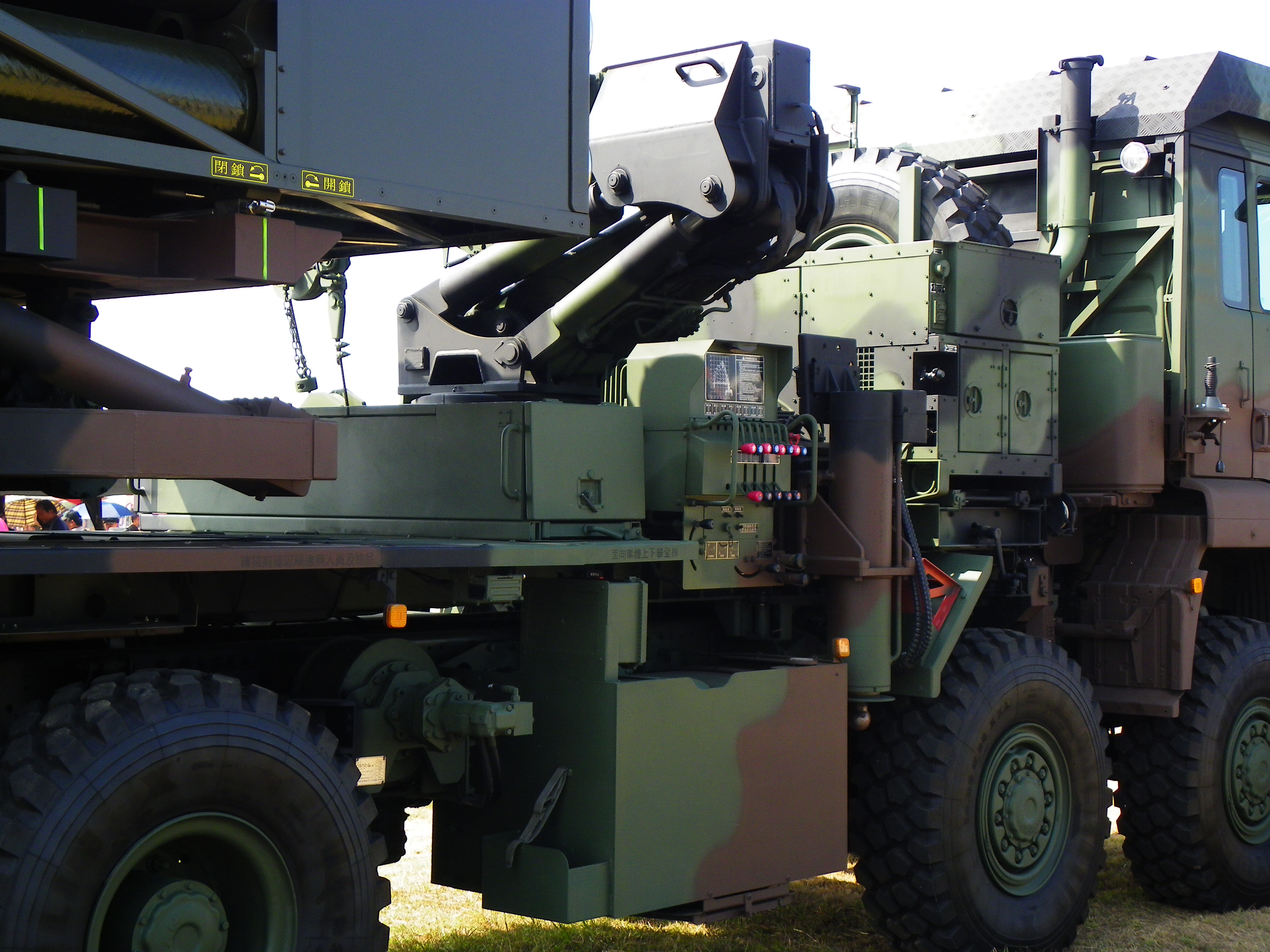
發射管制器

## 性能提升
2014年9月，國防部9月間送交立法院的「5年兵力整建及施政計畫報告」中，在擴增火力部分，特別提出要將雷霆2000多管火箭性能提升，朝向遠距打擊的區域效應武器發展，同時發展雷霆2000的戰術彈道飛彈系統。

## 使用國
- 中華民國
  -  中華民國陸軍
    - 各軍團砲兵指揮部多管火箭營多管火箭連
    - 陸軍澎湖防衛指揮部混合砲兵營
    - 陸軍金門防衛指揮部多管火箭排
    - 陸軍馬祖防衛指揮部多管火箭排

## 相關項目
- 工蜂六型多管火箭
- 工蜂七型多管火箭
- M142 HIMARS
- M270 MLRS
- 75式130mm自走多管火箭車
- 衛士型火箭炮
- 皮納卡多管火箭炮
- BM-21火箭炮
- BM-30「龍捲風」火箭炮
- 波羅乃茲火箭炮
- 赤楊多管火箭炮
- 「游隼」戰術飛彈系統
- 多管火箭炮

## 腳注
1. ↑  . 國家中山科學研究院.   [2023-04-16]. （原始内容存档于2022-12-21）.
2. ↑  呂炯昌，軍武》雷霆2000多管火箭　陸軍殺傷力最強武器 （页面存档备份，存于）, NOWnews,2014年04月03日-21:49.
3. 1 2  程嘉文. . 世界新聞網. 2011-07-20. （原始内容存档于2011年10月17日）.
4. 1 2  陳培煌. . 中央通訊社. 2012-09-01  [2012-09-01]. （原始内容存档于2014-07-29）.
5. ↑  曾依璇. . 中央通訊社. 2012-09-09  [2012-09-10]. （原始内容存档于2016-03-05）.
6. ↑  程嘉文. . 聯合報. 2012-09-09.[永久]
7. ↑  尖端科技375期22頁
8. ↑  . 中時新聞網.   [2022-06-26]. （原始内容存档于2022-06-22）.
9. ↑  呂昭隆.  (新闻稿). 中時. 2020-05-19  [2022-04-03]. （原始内容存档于2022-05-24） （中文（臺灣））.
10. ↑  . 上報.   [2023-04-14]. （原始内容存档于2023-04-17）.
11. ↑  . 上報.   [2023-04-12]. （原始内容存档于2023-04-17）.
12. ↑  . 上報.   [2023-04-12]. （原始内容存档于2023-04-17）.
13. ↑  . 上報.   [2023-04-12]. （原始内容存档于2023-06-05）.
14. ↑  . 自由時報電子報-軍武.   [2023-04-12]. （原始内容存档于2023-04-17）.
15. ↑  . 菱傳媒.   [2023-04-12]. （原始内容存档于2023-04-16）.

## 外部連結
- 中華民國國防部- 雷霆2000多管火箭系統[永久]
- 雷霆2000模組化車載多管火箭系統 （页面存档备份，存于）